# Cherry Hill
Cherry Hill è un comune degli Stati Uniti d'America, nella contea di Camden, nello Stato del New Jersey. Come da censimento del 2010 degli USA, la comunità conta 71.045 abitanti.